# Victor Leksell
Lars Victor Andreas Leksell, född 4 april 1997 i Säve församling i Göteborg, är en svensk sångare. 
Leksell blev först känd genom TV4:s musikprogram Idol. År 2020 blev Leksell den första artist vars svenskspråkiga låt passerat 100 miljoner spelningar på Spotify.

## Karriär
Leksell deltog i Idol 2017 där han kom till kvalveckan efter att ha vunnit Revanschen men blev utröstad i kvalfinalen. Han släppte år 2018 låtarna ”Vart du sover” och ”Tappat”, varav den sistnämnda i maj 2021 hade fått över 36 miljoner spelningar på Spotify och hamnat på sjätteplatsen på Sverigetopplistan samma år.
2019 släppte han ytterligare två låtar, ”Allt för mig” och ”Klär av dig”, varav den förstnämnda varit med på Sverigetopplistan på en fjärdeplats.[källa behövs] Under sommaren 2019 nominerades han till tre kategorier i Aftonbladets tävling Rockbjörnen, och vann den 13 augusti 2019 sin första Rockbjörn i kategorin ”Årets genombrott”. 30 augusti 2019 släppte han låten ”Bra för dig” tillsammans med gruppen Estraden. Låten nådde förstaplatsen på Topp 50 i Sverige på Spotify och  har idag över 52 miljoner strömningar på Spotify.[källa behövs]
Den 17 januari 2020 släppte Victor Leksell låten ”Svag” och efter endast 24 timmar hamnade låten på förstaplats på Topp 50 i Sverige på Spotify. Efter några veckor tog låten även en förstaplats på Topp 50 i Norge på Spotify. Låten är just nu Leksells mest spelade låt med över 208 miljoner streams på Spotify, vilket inte bara gör låten till den mest spelade låten någonsin på svenska men även den mest spelande låten på något skandinaviskt språk någonsin på Spotify. Den 13 mars 2020 släppte Victor Leksell sin nästa singel ”Fantasi”. Låten tog sig direkt in på en fjärdeplats på Topp 50 i Sverige på Spotify.[källa behövs] Den 10 april 2020 medverkade Leksell på låten ”Sverige” tillsammans med Molly Sandén och Joakim Berg. Det är en ny version av Kents tidigare låt som släpptes 2002 och syftet med den nya versionen är att samla in pengar till sjukvården i samband med coronaviruspandemin.[källa behövs] Den 17 juni 2020 släppte Victor Leksell sitt debutalbum Fånga mig när jag faller. En vecka efter album releasen hade 10 av albumets 11 låtar tagit plats på Topp 50 listan i Sverige på Spotify.[källa behövs] Hösten 2020 var Leksell en av artisterna i TV4:s konsertprogram "Late Night Concert" där han sjöng en duett med norska artisten Astrid S.
Våren 2021 vann Victor Leksell priset som årets artist, årets album ("Fånga mig när jag faller") och årets låt ("Svag") vid Grammisgalan. 2022 vann Leksell åter en grammis i kategorin årets låt med "Tystnar i luren". Det är ingen annan svensk artist som vunnit kategorin två år i rad.[källa behövs] 2023 nominerades han åter i samma kategori (årets låt) för låten "Din låt", ett samarbete med Einár.[källa behövs]
23 juni 2023 släpptes singeln "Ingen kan slå (Boten Anna)" tillsammans med Basshunter. 7 juli 2023 släpptes singeln "Stor man" med Tobias Rahim en ny version av Rahims hit "Stor mand", där Leksell skrivit svensk vers och refräng. "Stor mand" är den mest streamade låten i Danmark på danska genom tiderna.[källa behövs]
Den 25 december 2023 släpptes singeln "Låt Mig Va", ett samarbete mellan Leksell och Bolaget. Låten spelades in kvällen innan den premiärspelades på Bolagets spelning på Liseberg under sommaren 2023.
Leksell har skivkontrakt med Sony Music.

## Diskografi

### Studioalbum
| Titel                    | Albuminformation                                                       | Listplac. | Certifikat          |
| Titel                    | Albuminformation                                                       | SWE       | Certifikat          |
| ------------------------ | ---------------------------------------------------------------------- | --------- | ------------------- |
| Fånga mig när jag faller | - Släppt: 29 juni 2020 - Format: Digital nedladdning, strömning, LP    | 1         |                     |
| Tid & tro                | - Släppt: 19 januari 2024 - Format: Digital nedladdning, strömning, LP | 1         | - IFPI SWE: Platina |

### Singlar
| Titel Album                             | År   | Listplac. | Information/datum                                          |
| Titel Album                             | År   | SWE       | Information/datum                                          |
| --------------------------------------- | ---- | --------- | ---------------------------------------------------------- |
| "Vart du sover"                         | 2018 | 49        | Släppt: 25 maj 2018                                        |
| "Tappat" Fånga mig när jag faller       | 2018 | 6         | Släppt: 12 oktober 2018                                    |
| "Allt för mig" Fånga mig när jag faller | 2019 | 4         | Släppt: 25 januari 2019                                    |
| "Klär av dig" Fånga mig när jag faller  | 2019 | 8         | Släppt: 7 juni 2019                                        |
| "Bra för dig"                           | 2019 | 2         | Släppt: 30 augusti 2019 (med Estraden)                     |
| "Svag" Fånga mig när jag faller         | 2020 | 1         | Släppt 17 januari 2020                                     |
| "Fantasi" Fånga mig när jag faller      | 2020 | 7         | Släppt: 13 mars 2020                                       |
| "Gav allt"                              | 2020 | 4         | Släppt: 3 april 2020 (med Jireel & Reyn)                   |
| "Sverige"                               | 2020 | 11        | Släppt: 10 april 2020 (med Molly Sandén)                   |
| "Tystnar i luren"                       | 2021 | 1         | Släppt: 12 februari 2021                                   |
| "Snälla bli min"                        | 2021 | 2         | Släppt: 12 maj 2021 Spelat in på Spotify Studios Stockholm |
| "Eld & lågor"                           | 2021 | 4         | Släppt: 27 augusti 2021                                    |
| "Ingen kan slå (Boten Anna)"            | 2023 | 4         | Släppt: 24 juni 2023 (med Basshunter)                      |

## Lista över låtar
- 2019: "Bra för dig" är skriven tillsammans med Carl Silvergran, David Björk, Felix Flygare Floderer, Koda, Louise Lennartsson och Sandro Cavazza.[17]
- 2020: "Gav allt" är skriven tillsammans med Jireel Lavia Pereira, Kevin Högdahl, Pablo Munoz och Ramiro Ravanales Janhammar.[18]
- 2020: "Ha dig igen" är skriven tillsammans med Adam Englund, Jonas Jurström, Marcus Svedin, Richard Smitt och Victor Thell.[19]
- 2020: "Vart sover du" är skriven tillsammans med Isac Halldin, Petter Alfredsson och William Forsling.[19]
- 2020: "Om igen" är skriven tillsammans med Petter Alfredsson och William Forsling.[19]
- 2020: "Tappat" är skriven tillsammans med Petter Alfredsson och William Forsling.[19]
- 2020: "Alla dessa gånger" är skriven tillsammans med Petter Alfredsson och William Forsling.[19]
- 2020: "Bedövning" är skriven tillsammans med Kevin Högdahl, Magnus Jamalde, Niklas Carson Mattsson, Petter Alfredsson och William Forsling.[19]
- 2020: "Svag" är skriven tillsammans med Carl Silvergran, Felix Flygare Floderer, Kevin Högdahl och Niklas Carson Mattsson.[19]
- 2020: "Fantasi" är skriven tillsammans med Victor Thell, Felix Bergendahl, Hampus Bergh, Jakob Kullberg, Jonas Knutsson och Kevin Högdahl.[19]
- 2020: "Va min" är skriven tillsammans med Jireel, Newkid, Petter Alfredsson och William Forsling.[19]
- 2021: "Tystnar i luren" är skriven tillsammans med Elias Kapari och Miriam Bryant.[20]
- 2021: "Zenith (Vinterviken Interlude)" är skriven tillsammans med Vittorio Grasso, Adam Englund, Axel Jansson, David Björk och Hampus Bergh.[21]
- 2021: "Eld & Lågor" är skriven tillsammans med Adam Englund, Axel Jansson, David Björk och Hampus Bergh.[21]
- 2022: "Hela världen är min" är skriven tillsammans med Adam Englund, Karl-Martin Eriksson, David Björk, Petter Alfredsson och William Forsling.[22]
- 2022: "leilo brenner" är skriven tillsammans med Eirik Tillerli, Ramón Andresen och Sonny Fahlberg.[23]
- 2022: "Din låt" är skriven tillsammans med Axel Jansson, Hampus Bergh, Nils Grönberg och Ramiro Ravanales Janhammar.[24]
- 2023: "Nätterna i Göteborg" är skriven tillsammans med Adam Englund, David Björk och Marcus Svedin.[25]
- 2023: "Fånga mig när jag faller" är skriven tillsammans med Adam Englund, David Björk, Jocki Lövmark, Louise Lennartsson, Mikaela Mohlin och Rasmus Budny.[26]
- 2023: "Ingen kan slå (Boten Anna)" är skriven tillsammans med Jonas Altberg.[27]
- 2023: "Stor Man" är skriven tillsammans med Andreas Odbjerg, Arto Eriksen, Fridolin Nordsö och Tobias Rahim.[28]

## Priser och utmärkelser
- Nordens språkpris,  2020
- P3 Guld för årets pop, för Fånga mig när jag faller,  2021[1]
- P3 Guld för årets låt, för Svag,  2021[1]
- Grammis för årets artist,  2021[2]
- P3 Guld för årets låt, för Din låt, med  Einár,  2023[3]
- Guldmicken,  2023[3]

[Redigera Wikidata]